# Heulmeisje
Als Heulmeisje (ˈhøːɫˌmɛɪ̯ʃə) wird ein am 24. Oktober 1976 nahe dem inzwischen aufgegebenen Parkplatz „de Heul“ an der A12 bei Maarsbergen in den Niederlanden aufgefundenes, zum Todeszeitpunkt etwa 13 bis 15 Jahre altes Mädchen bezeichnet, dessen Identität bis heute unbekannt ist.

## Sachverhalt
Es wurde zunächst davon ausgegangen, dass es sich bei der unbekleideten, von einer Blätterschicht bedeckten Leiche um eine der Polizei bekannte Vermisste aus einem Nachbardorf handelte, welche ebenfalls ungefähr 1976 verschwunden war. Diese Vermisste meldete sich jedoch 2006 bei der Polizei, sodass die Identität der Leiche nunmehr unbekannt ist.
Aufgrund einer Untersuchung der Epiphysenfuge wird davon ausgegangen, dass das Mädchen zum Zeitpunkt ihres Todes zwischen 13 und 15 Jahre alt war, also ungefähr zwischen 1960 und 1964 geboren sein muss. Eine Isotopenuntersuchung an Haaren und Zähnen ergab, dass das Kind die ersten sieben Jahre seines Lebens zwischen Ruhrgebiet und Eifel verbracht haben muss. Ungefähr 1975 hielt es sich wohl in der DDR oder Osteuropa auf. Für die Zeit vor dem Tod wird von einem Aufenthalt in Deutschland oder den Niederlanden ausgegangen, wo es zu sehr einseitiger Ernährung kam, was auf extreme Armut oder eine Entführung zurückgeführt werden könnte.
Im Jahr 2012 teilte ein Informant der Polizei mit, die Leiche des Mädchens sei 1976 von zwei zwischen 30 und 40 Jahre alten Männern „weggeworfen“ worden, was auch vielen Menschen bekannt sei.
Der Fall erfuhr sowohl in Deutschland als auch in den Niederlanden noch nach Jahrzehnten eine erhebliche Rezeption.
2023 startete Interpol die Kampagne „Identify Me“ und machte auf nicht identifizierte Frauenleichen aus den Niederlanden, Belgien und Deutschland aufmerksam. Obwohl der Fall des Mädchens bereits abgelaufen war, war sie einer der niederländischen Fälle in dieser Kampagne.

## Bezeichnung
Der Notname Heulmeisje bezieht sich auf den Fundort. Meisje heißt Mädchen, Heul- bezieht sich auf den ehemaligen Parkplatz de Heul an der A12. Heul kann eine Öffnung in einem Deich, ein Rohr oder eine Brücke bezeichnen. Etymologisch steht es englisch hole und  deutsch Höhle nahe.